# Campeonato Paulista de Futebol de 1985 - Terceira Divisão
O Campeonato Paulista de Futebol de 1985 - Terceira Divisão foi a 32.ª edição da competição de futebol de São Paulo equivalente ao terceiro nível do futebol do estado.

## Premiação
| Campeonato Paulista de 1985 - Terceira Divisão |
| ---------------------------------------------- |
| Mauaense Campeão (1º título)                   |